# Bronquiolitis
|  | No s'ha de confondre amb bronquitis. |

La bronquiolitis és una patologia que fa referència a la inflamació de la part més petita de les vies aèries, els bronquíols. Aquesta inflamació va acompanyada de l'acumulació de moc a les mateixes vies aèries.

## Epidemiologia
Aquesta patologia afecta principalment a nens menors de 6 mesos però, també, apareix en nens de fins a 2 anys. El motiu és que les seves vies respiratòries són menys madures i més petits. Això, permet una més fàcil obstrucció d'aquestes.
No hi ha prevalènça de gènere. Aquest quadre clínic apareix sobretot en èpoques fredes, per tant es presenta més a l'hivern i la primavera.
Cada any, aproximadament, un 10% dels nadons d'edat compresa entre 2 i 6 mesos pateixen aquesta malaltia.

## Etiologia
Les causes que provoquen aquesta patologia són vàries. Tot i així, la causa més comuna és infecció vírica. El virus més freqüent és el virus sincític respiratori (VSR). Tot i així, hi ha altres possibles causes de la bronquiolitis. Algunes d'elles són: el virus de la grip, parainfluenza i adenovirus.

## Contagi
El contagi d'aquesta patologia és fàcil i ràpid. Si el virus entra en contacte amb les secrecions nasals o el coll es pot propagar. En el cas dels nadons, el fet de tocar objectes d'altres amb la patologia i posar-se la mà a la boca o el nas, incrementa el risc.

## Simptomatologia
Els signes i símptomes d'aquesta patologia no es presenten igual entre tots els nens afectats. Alguns poden presentar simptomatologia lleugera i altres més severa. Alguns signes i símptomes són: tos, febre, astènia, miàlgies, dificultats respiratòries, malestar general, alteració del color a la pell, cianosi, pèrdua de gana, pèrdua de pes, entre d'altres.
La tos es produeix a causa de la irritació del gola. Aquesta tos va acompanyada de la febre que és una alarma que ens avisa que hi ha una infecció a l'organisme. Les vies aèries dels nadons són més petits, és a dir, el calibre i la llum bronquial és menor que un adult i això, afavoreix a l'acumulació de moc i a la posterior dificultat respiratòria. L'alteració de la respiració provoca les sibilàncies, un so respiratori anormal que refereix la disminució de la llum dels bronquíols.
La consegüent hipòxia (disminució d'oxigen a la sang), és la que produeix la cianosi (color blavós de la pell). Aquesta cianosi pot ser central (es veurà més a orelles i als llavis) o distal (a les ungles).

## Factors de risc
Com tota patologia hi ha factors de risc que poden desencadenar-la. Dins d'aquests factors hi ha els modificables i els no modificables, és a dir, hi ha factors de risc que es poden controlar i altres que no.
Alguns dels factors de risc més propensos a desencadenar la patologia són: naixement prematur, no alletament matern, inici de la guarderia i inhalació del fum del tabac, ser menor de 6 mesos, entre d'altres.

## Diagnòstic
El diagnòstic de la bronquiolitis generalment es fa per l'anamnesi i l'exploració física.

### Proves complementàries
La radiografia de tòrax de vegades és útil per excloure bacteriana pneumònia, però no s'indica rutinàriament. La radiografia de tòrax pot mostrar l'acumulació de secrecions a nivell bronquial.
Á vegades són necessàries:
- Anàlisis de sang, on s'observa un increment de leucòcits en cas d'infecció.[11]
- Gasometria arterial, per valorar la hipòxia.[12]
- Cultiu de secrecions nasals.

### Diagnòstic diferencial
S'ha de fer amb aquelles patologies que tenen un quadre clínic similar, entre aquestes hi ha:
- Asma
- Pneumònia
- Fibrosi quística
- Emfisema lobular
- Alteració sistema cardiovascular
- Reflux gastroesofàgic
- Tos ferina
- Cos estrany a la via aèria

## Tractament
Els fonaments del tractament d'aquesta patologia són la disminució dels símptomes i els seus efectes. Consisteix a recuperar un patró respiratori normal i altres mesures. Cal aplicar totes les mesures de prevenció i evitar exposar al nadó als factors de risc esmentats.
Pel que fa al tractament farmacològic, els antibiòtics no són adequats, ja que, la infecció és vírica i no bacteriana.

### Tractament farmacològic[13]

#### Beta2 agonistes inhalats
Actualment, aquest tipus de fàrmac està molt utilitzat en el tractament de la bronquiolitis tot i no tenir gran evidència científica a favor. Aquests inhaladors són beneficiosos pel nadó quan hi ha broncoespasme dins de la clínica. Per exemple, el salbutamol.

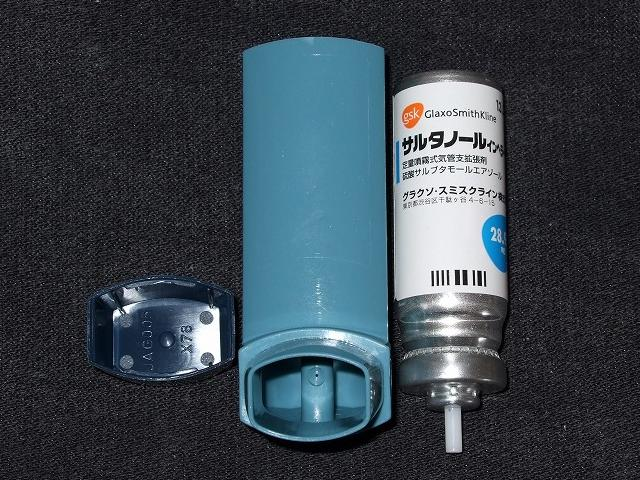
Inhaladors utilitzat en el tractament de la bronquiolitis

#### Adrenalina inhalada
El seu efecte alfa-adrenèrgic permet la disminució de l'edema de la mucosa. Simultàniament, el seu efecte beta-adrenèrgic produeix una broncodilatació i permet una millora en la respiració i la consegüent desaparició de les sibilàncies. Avui en dia, tampoc és segur el seu efecte però es segueix utilitzant en la pràctica clínica. La dosi recomanada és d'1 ml en nens < a 5 kg i de 2 en nens >2 anys.

#### Anticolinèrgics
Actualment, no s'ha demostrat la seva eficàcia en el tractament de la bronquiolitis. Per exemple, bromur d'ipratropi inhalat o nebulitzat, o bé atropina o escopolamina per via oral.

#### Sèrum fisiològic inhalat
El sèrum fisiològic ha mostrat un efecte positiu en el tractament en permetre la inducció de tos, la disminució del moc i dels mediadors inflamatoris; facilitant així l'expulsió del moc.

### Tractament no farmacològic
El tractament no farmacològic consisteix a aplicar diferents mesures per aconseguir un millor estat general del nadó i complementar la teràpia farmacològica. Per exemple, cal mantenir el nadó en posició semi-Fowler (mig incorporat el tronc), fer rentats nasals i aspiració de secrecions, evitar el fum del tabac, rentada de mans abans de tocar el nadó, mantenir una bona higiene de mans en el nadó i garantir una bona hidratació amb ingesta abundant però en poques quantitats de líquids.

## Prevenció
La bronquiolitis és difícil de prevenir, ja que el virus que la provoca es troba en l'ambient. Però es pot actuar sobre els factors de risc; així cal evitar evitar el contacte del nadó amb persones amb infecció i la inhalació del fum del tabac als nadons, afavorir i mantenir higiene de mans del nadó i la lactància materna si és possible, etc.